# 上江乡
上江乡，是中华人民共和国云南省迪庆藏族自治州香格里拉市下辖的一个乡镇级行政单位。

## 行政区划
上江乡下辖以下地区：
木高村、良美村、福库村、格兰村和仕旺村。